# Piaskiem po oczach
Piaskiem po oczach – polski telewizyjny program publicystyczny, emitowany od 29 lutego 2008 do 6 lipca 2018 w każdy piątek o godzinie 20:00 na antenie telewizji TVN24. Prowadzony był przez Konrada Piaseckiego, który każdorazowo przeprowadzał wywiad z osobą związaną z wydarzeniami z mijającego tygodnia. 
Emisja programu została zakończona w związku ze zmianą obowiązków Piaseckiego z TVN24 w lipcu 2018.